# Севлюш (футбольний клуб)
Футбольний клуб «Севлюш» — український аматорський футбольний клуб з Виноградова Закарпатської області, заснований у 2000 році. Виступає у Чемпіонаті та Кубку Закарпатської області. Домашні матчі приймає на стадіоні «Юність».

## Історія
Футбольна команда «Севлюш» (Виноградів) заснована у 2000 році. «Севлюш» щорічно бере участь у чемпіонаті Закарпатської області з футболу дорослим та юнацьким (до 18 років) складами, також у змаганнях на кубок області, турнірах різного рівня, всеукраїнських та міжнародних змаганнях. ФК «Севлюш» — це єдина команда, яка брала участь у всіх чемпіонатах області з 2000 року.

## Досягнення
- Чемпіонат Закарпатської області
- Переможець     : 2018, 2019, 2023
  - Срібний призер: 2015, 2016, 2021.
  - Бронзовий призер: 2014, 2017, 2020, 2022.
- Кубок Закарпатської області
  - Володар: 2019, 2021, 2022, 2023
  - Фіналіст: 2016, 2017.
- Суперкубок Закарпатської області
  - Володар: 2016, 2018, 2019, 2022, 2023
  - Фіналіст: 2017, 2021.